# Mark Aston
Mark Aston, född 27 september 1967, är en före detta rugbyspelare. Han spelade i Sheffield Eagles och Great Britain national rugby league team. Aston är numera coach för The new Eagles club som spelar i Rugby League National Leagues.